# Alexandra Szarvas
Alexandra Szarvas (Budapest, 7 settembre 1992) è un'allenatrice di calcio ed ex calciatrice ungherese, di ruolo attaccante. Dal 2024 ricopre il ruolo di allenatrice della nazionale ungherese.

## Carriera

### Calciatrice

#### Club

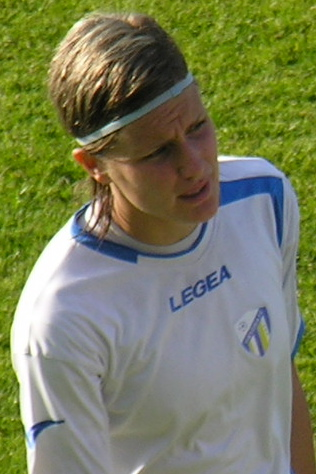
Szarvas con la maglia del nel 2011.

Szarvas si avvicina al calcio già in giovane età, tesserandosi all'età di 10 anni  con il Fót SE, passando in seguito al Gödöllő Goliath DSE e, nel 2005, al Ferencvárosi, giocando nelle sue formazioni giovanili per due stagioni prima di essere inserita in rosa con la squadra titolare dalla stagione 2007-2008, campionato nel quale contribuisce a raggiungere il secondo posto in Női NB I, massimo livello del campionato ungherese.
Durante il calciomercato estivo 2008 trova un accordo con il Viktória Szombathely dove rimane quattro stagioni e vince un titolo nazionale e una coppa di categoria.
Le prestazioni offerte nel campionato ungherese vengono notate anche all'estero e durante l'estate 2011 sottoscrive un contratto con il Bayern Monaco per giocare nel campionato professionistico tedesco. Durante la stagione Szarvas però stenta a trovare un posto da titolare e viene impiegata solamente nella formazione II che partecipa alla 2. Frauen-Bundesliga. A fine stagione potrà comunque virtualmente mettere nella personale bacheca la Coppa di Germania.
Durante il calciomercato estivo decide di passare al Sindelfingen rimanendo a giocare in 2. Frauen-Bundesliga dove rimane una stagione, congedandosi con un tabellino personale di una rete siglata su 18 incontri, concludendo la sua partecipazione al campionato tedesco.
Nell'estate 2013 firma un contratto con il Kriens per giocare dalla stagione entrante in Lega Nazionale A, livello di vertice del campionato svizzero. A fine campionato Szarvas si accasa al Basilea.

#### Nazionale
Szarvas inizia ad essere convocata dalla Federcalcio ungherese nel 2007, indossando la maglia della formazione Under-17 che disputa, senza mai riuscire a superare la prima fase eliminatoria, gli Europei di categoria delle edizioni dal 2007 al 2009.
Del 2010 è la prima convocazione ad un torneo ufficiale UEFA con l'Under-19, maturando 3 presenze nella qualificazioni all'Europeo di Italia 2011, dove la sua nazionale, inserita nel gruppo 4, non riesce a essere sufficientemente competitiva vincendo solo l'incontro con le pari età della Lettonia e fallendo il superamento del turno come migliore tra le terze classificate.
L'esordio nella nazionale maggiore avviene il 26 novembre 2010, entrando all'81' dell'amichevole persa 4-3 con la Rep. Ceca. Da allora viene convocata con sempre maggiore frequenza, disputando l'edizione 2013 dell'Algarve Cup, dova la sua nazionale chiude il torneo al 10º posto, l'edizione 2016 della Cyprus Cup, cogliendo qui un lusinghiero 5º posto, e nel frattempo giocando nelle fasi di qualificazione al Mondiale di Canada 2015 e all'Europeo dei Paesi Bassi 2017, senza riuscire in entrambi i casi ad accedere alla fase finale. Complessivamente matura, tra il 2010 e il 2017, 30 presenze, siglando una rete, nella prima della doppia amichevole con la Grecia del 15 e 17 giugno 2015.

### Allenatrice
Nella stagione 2017-18 ha avviato la propria carriera di allenatrice occupandosi delle formazioni giovanili del Rapperswil-Jona. Con il ritiro dal calcio giocato, dalla stagione 2018-19 ha affiancato Evelyn Zimmermann come co-allenatrice della squadra femminile del Grasshopper, occupandosi anche della formazione Under-19 femminile del club. Dopo due stagioni col club di Zurigo, dal luglio 2020, oltre a ricoprire un incarico dirigenziale all'interno della federazione calcistica svizzera, ha assunto l'incarico di assistente di Kaan Kahraman, allenatore della nazionale femminile svizzera under 17, allenando nel contempo anche la squadra under 14 dello Young Boys.
Nel febbraio 2023 è stata nominata nuova allenatrice della selezione under 19 dell'Ungheria. Sotto la sua guida l'under 19 ha concluso al terzo posto il gruppo A3 della fase di qualificazione al campionato europeo 2023 di categoria, mantenendo la posizione nella Lega A. Nel marzo 2024 è stata annunciata come nuova allenatrice della nazionale maggiore, al posto della tedesca Margret Kratz.

## Palmarès

### Club
- Campionato ungherese: 1

Viktória: 2008-2009
- Coppa di Germania: 1

Bayern Monaco: 2011-2012
- Coppa d'Ungheria femminile: 1

Viktória: 2010-2011
- Coppa Svizzera: 1

Basilea: 2013-2014